# Pesada

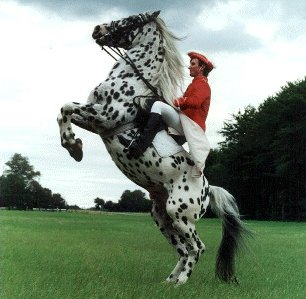
Knabstrup wykonujący pesadę pod jeźdźcem.

Pesada – figura ujeżdżeniowa, polegająca na uniesieniu przednich nóg konia i przeniesieniu w ten sposób całego ciężaru na zgięte nogi tylne. Podczas wykonywania pesady ciało konia ustawione jest pod kątem 45 stopni w stosunku do podłoża. Pesada nie jest wymagana w żadnej klasie zawodów ujeżdzeniowych. Zalicza się ją do "szkoły nad ziemią" razem z ballotadą, krupadą, kurbettą, kapriolą i lewadą. Ta "szkoła nad ziemią" wywodzi się ze wspinania się konia na wolności. Poprzez wieloletnie szkolenie koń rozwija swe umięśnienie i staje się tak posłuszny jeźdźcowi, że przy ugiętych stawach biodrowych i kolanowych cały ciężar utrzymuje na zadzie.
Podobna do pesady jest lewada, w której ciało konia ustawione jest pod kątem 30-35 stopni do podłoża.
Wszystkich powyższych figur, łącznie z figurami "szkoły na ziemi" (piaff, pasaż, piruet) można nauczyć konia w Hiszpańskiej Szkole Jazdy w Wiedniu.
Pesada może być wykonywana "w ręku" i pod jeźdźcem.